# Štúrovo (stacja kolejowa)
Štúrovo – stacja kolejowa w miejscowości Štúrovo, położona w kraju nitrzańskim, na Słowacji. Štúrovo jest ze względu na swoje położenie, szczególnie ważnym węzłem kolejowym. Przchodzą tędy dwie linie kolejowe. Jedna z nich, linia 130 stanowi część głównego ciągu z Czech przez Bratysławę, Nowe Zamki, Štúrovo z bezpośrednią kontynuację do Budapesztu. Ta linia kolejowa znajduje się na europejskim korytarzu transportowym nr IV. Linia jest używana głównie do tranzytu w kierunku wschód-zachód. Znacząca jest także w krajowych i międzynarodowych przewozach osób. Druga linia kolejowa to Štúrovo - Levice, która ma charakter regionalny. Jest to jednotorowa zelektryfikowana linia kolejowa.